# Xenomugil thoburni
Xenomugil thoburni is een  straalvinnige vissensoort uit de familie van harders (Mugilidae). De wetenschappelijke naam van de soort is voor het eerst geldig gepubliceerd in 1896 door Jordan & Starks.
De soort staat op de Rode Lijst van de IUCN als niet bedreigd, beoordelingsjaar 2008.